# Touch My Body
"Touch My Body" é uma canção da artista musical estadunidense Mariah Carey, contida em seu décimo primeiro álbum de estúdio E=MC² (2008). Foi composta e produzida pela própria juntamente a Christopher Stewart, Terius Nash e Crystal Nicole. Após o término das atividades promocionais de seu disco anterior The Emancipation of Mimi, Carey começou a trabalhar no material para seu projeto seguinte. O álbum foi um dos mais aguardados de 2008, com críticos discutindo do que a cantora seria capaz para obter sucesso comercial, após o seu êxito conquistado com The Emancipation of Mimi. A faixa foi enviada para estações de rádio ao redor do mundo em 12 de fevereiro de 2008, servindo como o primeiro single do disco. Posteriormente, foi comercializada em formato físico e digital.
Musicalmente, "Touch My Body" é uma canção derivada do R&B e pop. Sua melodia é reproduzida por piano e teclado, enquanto sua produção é acentuada pela adição de estalos e sintetizadores eletrônicos. Liricamente, a faixa apresenta uma mensagem dupla, com a primeira descrevendo fantasias sexuais com o amante da protagonista, enquanto a segunda adverte-o, em tom de brincadeira, contra gravar ou lançar informação sobre o encontro de ambos. A obra recebeu análises geralmente positivas da mídia especializada, a qual prezou sua melodia, sua composição e sua produção. Entretanto, alguns resenhadores sentiram que a música não representaria a extensão vocal da artista. Obteve êxito comercial, atingindo a liderança das tabelas dos Estados Unidos e classificando-se nas dez melhores posições em países como Alemanha, Irlanda, Nova Zelândia e Reino Unido. Em território estadunidense, Carey tornou-se a artista solo com o maior número de singles número um na Billboard Hot 100, superando o recorde então detido por Elvis Presley.
O vídeo musical correspondente foi dirigido por Brett Ratner, que já havia trabalhado com Carey anteriormente, e estreou em 27 de fevereiro de 2008 através do canal televisivo VH1. A trama gira em torno da fantasia de um técnico de computadores, que visita a casa da artista. Conforme ele conserta seu computador, ele inicia uma fantasia na qual o casal fazem diversas atividades juntas, como guerra de almofada, laser tag, Guitar Hero, autorama e jogo de frisbee; em tais atividades, Carey é vista vestindo diversos figurinos reveladores. O vídeo venceu a categoria de Best Comedic Video nos BET Awards de 2008, e venceu o MTV Video Vanguard Award durante os MTV Video Music Awards Japan do mesmo ano. Também recebeu uma indicação na categoria de Best Female Video nos MTV Video Music Awards de 2008.
Carey apresentou "Touch My Body" em diversos eventos e programas televisivos, estreando-a no Saturday Night Live como uma performance de duas partes. Semelhantemente, ela abril a série de concertos de verão do Good Morning America em 25 de abril de 2008 com uma apresentação da faixa e de outras canções de E=MC². Outras apresentações ocorreram na festa de estreia do reality show The Hills, e durante os Teen Choice Awards de 2008 como parte de uma mistura com "I'll Be Lovin' U Long Time". Além de ter interpretando-a nos programas britânicos The Saturday Night Project e The Paul O'Grady Show, e no show de talentos alemão Deutschland sucht den Supertar, Carey incluiu-a no repertório da turnê Angels Advocate Tour (2009-10).

## Videoclipe
O clipe de Touch my Body estreou nos EUA nos canais de TV MTV e BET dia 27 de Fevereiro de 2008. No videoclipe, Mariah chama um "nerd" (Jack McBrayer) para consertar seu computador e ele fica assustado ao ver quem é sua cliente e vai consertar o computador. Porém, ele cochila e começa a ter sonhos com Mariah, que humilha o rapaz.

## Desempenho nas paradas
Em 2 de abril de 2008, foi anunciado que "Touch My Body" se tornou o décimo oitavo single número-um de Carey na Billboard Hot 100, colocando-a no segundo lugar entre os artistas com mais singles número-um, ultrapassando Elvis Presley. O recorde foi garantido devido a outro recorde de estrear em #1 na parada de venda de singles digitais, com 286,000 cópias vendidas na primeira semana.
No Brasil, em 2008, "Touch My Body" foi a 13.ª canção que mais vezes passou nas rádios, com um total de 15602 execuções.